# Слоутский сельский совет
Слоутский сельский совет (укр. Слоутська сільська рада) — входит в состав
Глуховского района
Сумской области
Украины.
Административный центр сельского совета находится в 
с. Слоут
.

## Населённые пункты совета
- с. Слоут
- с. Долина